# Haus der Stadtgeschichte (Aalen)
Das Haus der Stadtgeschichte der Stadt Aalen widmet sich in regelmäßigen Wechselausstellungen der Erschließung der Aalener Stadtgeschichte. Es wurde 2008 in einer ehemaligen Aussegnungshalle des späten 19. Jahrhunderts eröffnet. In einer ständigen Ausstellung sind historische Grabdenkmäler vom St.-Johann-Friedhof zu sehen.
Koordinaten: 48° 50′ 14,6″ N, 10° 5′ 12″ O